# Marcin Babraj
Marcin Babraj OP, wł. Andrzej Michał Babraj (ur. 21 października 1933 w Bereźnem, zm. 1 lutego 2021 w Krakowie) – polski dominikanin, pierwszy redaktor naczelny miesięcznika „W drodze” (1973–1995), rekolekcjonista.

## Życiorys
Andrzej Babraj, syn Eugeniusza i Heleny z domu Kubiatowicz, urodził się 21 października 1933 r. w miasteczku Bereźne, pow. Kostopol na Wołyniu. W 1940 r. został wraz z matką (ojciec pozostał w armii podziemnej i w 1942 r. rozstrzelano go na Pawiaku) wywieziony przez Sowietów do Północnego Kazachstanu. Powrócił stamtąd w 1946 r. do Inowrocławia, skąd pochodziła jego matka. Ukończył tam szkołę podstawową i w 1952 r. otrzymał świadectwo dojrzałości. Przez pół roku był nauczycielem w szkole podstawowej.
Następnie studiował polonistykę na Uniwersytecie im. Adama Mickiewicza w Poznaniu i otrzymał tytuł magistra filologii polskiej. W czasie studiów należał do duszpasterstwa akademickiego prowadzonego przez o. Joachima Badeniego. Po studiach 4 lata pracował w redakcji „Przewodnika Katolickiego” w Poznaniu. Następnie w 1962 r. wstąpił do dominikanów, otrzymując przy obłóczynach imię Marcin. Pierwszą profesję złożył 17 sierpnia 1963 r., a śluby wieczyste 8 grudnia 1966 r. Studia filozoficzno-teologiczne odbył w latach 1963–1969 w Warszawie i Krakowie. Święcenia kapłańskie przyjął 22 czerwca 1968 r. w Poznaniu z rąk ks. abpa Antoniego Baraniaka.
W 1969 r. wrócił do Poznania i znowu pracował w Przewodniku Katolickim. Należał do pomysłodawców i organizatorów miesięcznika „W drodze” (razem z Konradem Hejmo i Janem Andrzejem Kłoczowskim), w 1973 r. został jego pierwszym redaktorem naczelnym i kierował pismem do roku 1995. W 1981 r. założył wydawnictwo „W drodze”, którym kierował do 1990 r. Przeniesiony w 1995 r. do Warszawy (Służew) pracował jako wikariusz parafii. Wyjeżdżał na pracę duszpasterską do Kazachstanu. W latach 1996–1999 był redaktorem naczelnym Dominika nad Dolinką. Od 2002 r. mieszkał w Krakowie.

## Odznaczenia
- W 2013 został odznaczony przez Prezydenta RP Bronisława Komorowskiego Krzyżem Oficerskim Orderu Odrodzenia Polski[3], a Ryszard Grobelny uhonorował go Srebrną Pieczęcią Miasta Poznania[4].